# Pergalumna variosculpturata
Pergalumna variosculpturata är en kvalsterart som beskrevs av Sandór Mahunka och Luise Mahunka-Papp 1999. Pergalumna variosculpturata ingår i släktet Pergalumna och familjen Galumnidae. Inga underarter finns listade i Catalogue of Life.